# Leptomesochra eremensis
Leptomesochra eremensis is een eenoogkreeftjessoort uit de familie van de Ameiridae. De wetenschappelijke naam van de soort is voor het eerst geldig gepubliceerd in 2008 door Kornev & Chertoprud.